# 파리 공방전 (885–886년)
885-886년간 진행된 파리 공방전은 서프랑크 왕국의 센강 지역에 대한 바이킹들의 습격의 일부였다. 이 전투는 뚱보왕 샤를의 집권기 중 가장 중요한 사건이었고, 프랑크 역사와 카롤링거 왕조의 운명의 전환점이기도 하였다. 또한 이 당시에 서프랑크 왕국의 가장 큰 도시들 중 하나였던 파리의 전략적 중요성을 바이킹들에게 확인시켜주기도 하였다. 이 공방전은 아보 케르누스의 라틴어 시 Bella Parisiacae urbis에서 목격담의 주제이기도 하였다.
수백 척의 배들 및 아마 수만 명에 이르는, 바이킹들이 885년 11월 말에 파리 외각에 도착하여, 공물을 요구했다.  파리 백작 오도는 도시를 방어하는 데 겨우 수백 명만을 모을 수 있는 사실에도 불구하고, 이 요구를 거절했다. 바이킹들은 다양한 공성 무기들을 갖고 공격을 했으나 집중적인 공격에도 파리의 성벽을 돌파하는 데 실패했다. 공방전은 초기의 공격 이후로는 특별한 공격이 없이 수 달간 지속되었다. 공성전이 계속되면서, 바이킹들의 대부분은 파리에서 더 상류쪽으로 약탈하러 떠났다. 바이킹들은 여름 시기에 도기를 차지하려는 최후의 시도가 실패하고 말았다. 10월에, 뚱보왕 샤를이 그의 병력을 이끌고 도착했다.
도시를 지켜내느라 싸우던 파리인들의 불만 때문에, 샤를은 바로 앞에 있던 바이킹들에 대한 공격을 하는 걸 멈추고, 대신에 그는 바이킹들에게 부르고뉴 (당시 반란 중이던)를 약탈하러 센강을 거슬러 올라가는 것을 허락하고 은 700 리브르 (257kg)를 지불할 것을 약속했다. 이를 강력하게 비판하던 오도는 샤를의 약조를 거부하려 들었다. 888년에 샤를이 죽자, 오도는 프랑크족의 첫 비카롤링거 왕조 출신 왕이 되었다.

## 배경
바이킹들은 이전에도 프랑키아의 영토를 침입했던 적이 있었지만, 845년에는 처음으로 파리에 도달하였고, 결국엔 파리를 약탈해냈다. 이들은 860년대에 세 차례 더 파리를 공격했고, 충분한 약탈물과 공물을 얻고 나서야 파리를 떠났다. 864년에, 피트레 칙령으로, 피트레와 파리에 센강을 가로지르는 다리가 건설되었으며, 그중에 다리가 두 개 놓인 파리에선 시테섬 양쪽에 하나씩 놓였으며, 이 다리는 885년 공방전에서 중대한 역할을 수행했다. 파리 주변 지역 (일드프랑스)의 핵심 통치자는 프랑키아 공작 (혹은 파리 공작)으로, 센강과 루아르강 사이의 지역들을 다스렸다. 본래 이 업무는 네우스트리아의 변경백이자 루아르계곡의  왕국 순찰사였던 로베르 르 포르의 것이었다. 그는 파라를 요새화하기 시작했고 브리사르트에서 노르드인들과 교전 중에 전사할 때까지, 노르드인들과 싸움을 계속했다. 그의 아들 오도가 아버지의 뒤를 이었고지만 왕가의 힘은 쇠퇴했다. 파리는 왕가보다는 지방의 입김 때문에 계속해서 요새화되었다.
서프랑크 왕국은 877년 대머리왕 샤를의 죽음 이후 연속적인 재위가 짧은 왕들로 어려움을 겪었다. 이 상황은 이미 독일과 이탈리아의 왕으로, 샤를마뉴 제국의 재결합이라는 희망을 품던 뚱보왕 샤를이 서프랑크의 왕위에 오른 884년까지 지속되었다. 881년에 소쿠르 전투에서 루이 3세의 승리 이후, 프랑크인들은 바이킹들에 대해서 우위를 점하고 생각되고 있던 한편, 샤를의 왕위 계승 1년 뒤인 885년에 바이킹들은 파리에 대한 자신들의 최대 규모 공격을 감행했다.

## 공방전
시그프레드와 신리크 휘하의 덴마크 바이킹들은 이전에 서프랑크의 북동쪽 영토를 약탈한 뒤에, 885년에 다시 한번 프랑키아를 향해 항해했다. 시그프레드는 샤를에게 뇌물을 요구했지만, 거절당하자, 곧바로 700척을 이끌고 센강을 거슬러 올랐으며, 아마 많으면 30,000명 혹은 40,000명을 이끌었다. 동시대의 바이킹 함대에 대해 기록된 이 최대 수치는 아보 케르누스(Abbo Cernuus)에서 비롯했다. 목격자의 증언에도 불구하고, 역사가들 사이에서 아보가 "과장적인 사람"에 속한다는 것과 함께, 아보의 수치가 "엄청난 과장"이라는 것이 전반적인 의견 일치이다. 역사가 C. W. 프리비테오턴은 대신에 배의 숫자를 300척이라 하였고, 존 노리스 (John Norris)는 "대략 300척."이라 하였다 프랑크인들은 바이킹들이 센강을 거슬러 오르는 걸 막아보려했지만, 바이킹들은 결국엔 가까스로 파리에 도달하게 되었다. 이 당시에 파리는 오늘날 시테섬으로 알려진, 섬에 자리 잡은 도시였다. 파리의 전략적 중요성은 한쪽은 나무로, 한쪽은 돌로 된, 높이가 낮은 다리로 배의 통행을 막을 수 있는 점이었다. 심지어는 선체가 낮은 바이킹들의 배들도 이 다리들 때문에 통과할 수 없었다. 파리 백작 오도는 각 다리를 감시하는 두 개의 탑으로 다리의 교두보를 강화하며, 바이킹들의 침입에 대비하였다. 그는 단지 동원 가능한 직업군인 200명(이 또한 아보 케르누스의 기록)밖에 없어 열세에 있었지만, 파리 주교 고슬랭 (중세 문헌상 최초의 ‘싸우는 주교’)과 함께 방어군을 지휘했으며, 두 곳의 백작이자 한 곳의 후작인 그의 형제 로베르 1세의 도움을 받았다.

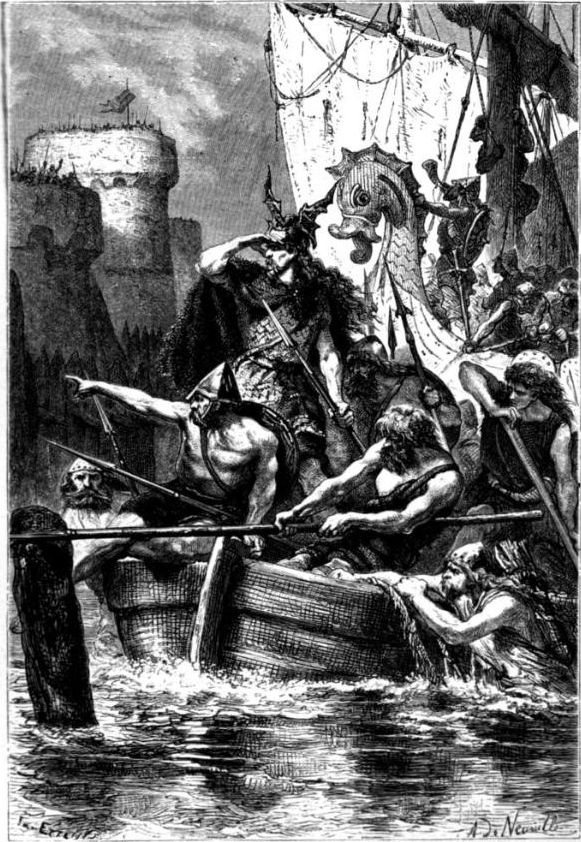
바이킹들의 바크

바이킹들은 885년 11월 24일 또는 25일에 파리에 도달했고, 처음에는 프랑크인들에게 공물을 요구하였다. 이 요구가 거절당하자, 바이킹들은 포위 공격을 시작하였다. 11월 26일에 이들은 발리스타, 망고넬, 투석기로, 파리의 북동쪽 다리를 공격했다. 이들은 뜨거운 왁스와 수지를 섞어 만든 화합물로 인해 격퇴당한다. 이 날의 모든 바이킹들의 공격은 격퇴당하고 말았고, 밤중에 파리인들은 탑의 높이를 더 높였다. 11월 27일에 바이킹들은 땅굴 공격, 충차, 화공을 포함한 공격을 했으나, 유효하지는 않았다. 고즐랭 주교가 활과 도끼를 들고 전장에 참여했다. 그는 외벽에 십자가를 설치하고 사람들을 북돋았다. 그의 형제 에블레 (Ebles)도 전투에 참여했다. 바이킹들은 최초의 공격들이 실패하자 물러나 돌을 자제로 사용하여, 센강 기슭 오른쪽에 주둔지를 설치하였다. 새로운 공격을 준비하는 동안에, 바이킹들은 또한 추가적인 공성 무기를 만들기 시작했다. 재개된 공격 중에, 바이킹들은 도시를 향해 수 천 개의 탄환을 쏘아댔고, 다리에는 배를 보내며, 육상 공격을 하는 등 세 개의 공격을 감행했다. 바이킹 병력은 아마도 센강의 장애물이던 이 탑을 무너트리려고 교두보의 탑을 둘러쌌다. 이들은 다리에 불을 지르려고 하는 한편, 또한 공성무기를 갖고 도시 그 자체를 공격하기도 했다.

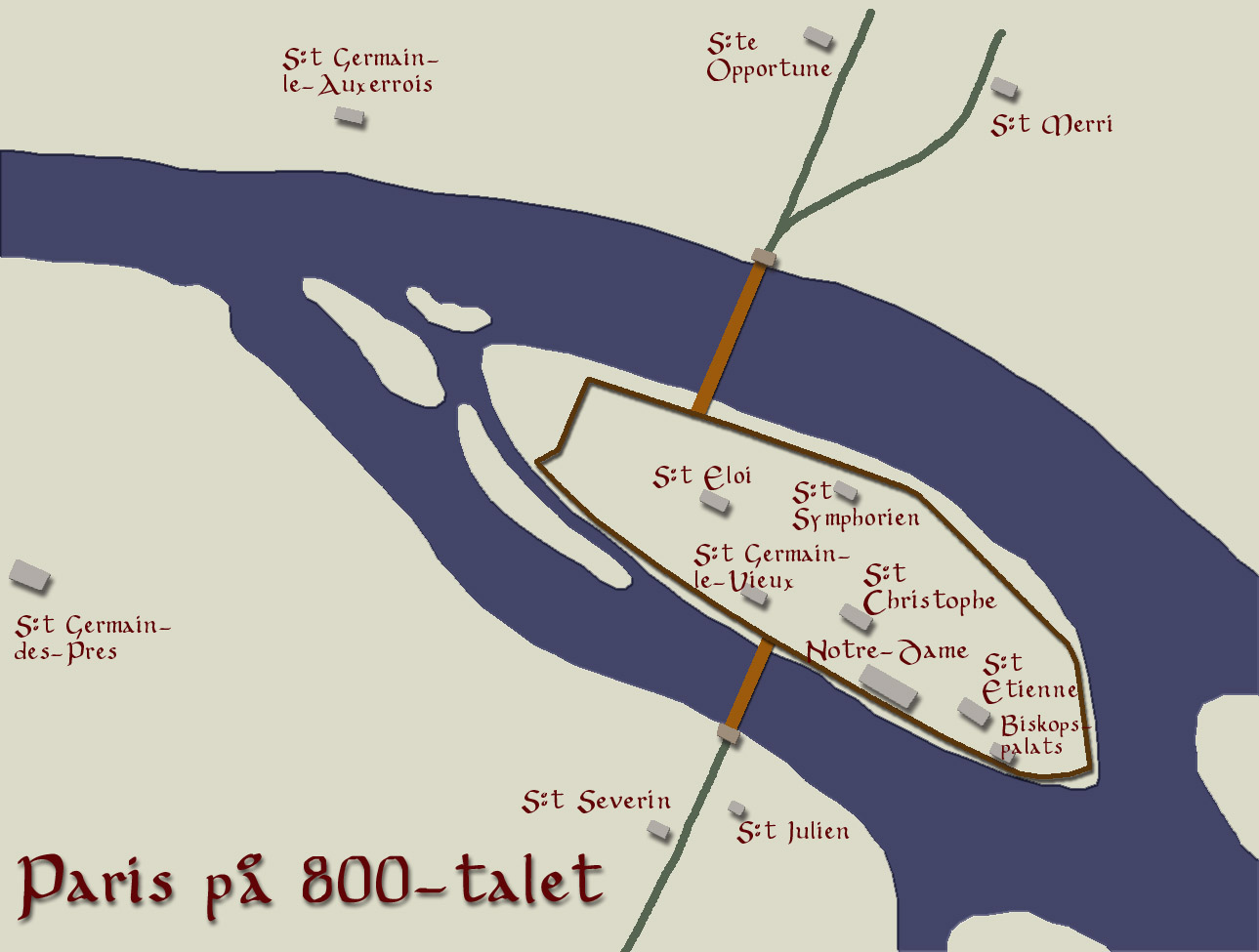
9세기의 파리 지도

두 달 동안 바이킹들은 진지를 구축하고 자급자족을 해내며, 포위를 유지했다. 886년 1월에 이들은 탑에 도달하기 위하여 센강의 얕은 데를 돌조각과 나무 따위 및 죽은 동물과 포로들의 사체를 채웠다. 그들은 이를 이틀간 계속했다. 셋째 날에 이들은 불 붙은 세 척의 배를 띄었고 나무 다리 쪽으로 향하도록 조정했다. 이 불타는 배는 다리에 불을 붙이기 전에 가라앉아버렸지만 그럼에도 목제 다리는 약해졌다. 2월 6일에, 비가 잔해물들을 채운 센강을 범람게 하였고 다리의 지지물이 무너지고 말았다. 다리가 무너지자, 북동쪽의 탑은 탑 안쪽에 있던 병사 20명과 같이 고립되고 말았다. 바이킹들은 이들에게 항복할 것을 요구했으나, 이들은 이 요구를 거부하였고, 그후에 모두 전사하였다.
바이킹들은 파리 주변에 병력을 남겨뒀지만, 많은 수가 르망, 샤르트르, 에브뢰 그리고 루아르강 쪽으로 약탈을 하러 이동했다. 오도는 몇몇 인원들을 이탈리아로 보내기 위해 노르드인들의 전선을 성공적으로 통과시켜냈고 샤를에게 자신들을 도우러 와달라는 요청을 했다. 독일에 있던 샤를의 주요 지휘관인 작센 백작 하인리히가 파리로 진격했다. 겨울 기간 행군으로 약해진 하인리히의 병력은 퇴각하기 앞서 2월에 바이킹들에게 유효하지 못한 공격만을 했을 뿐이었다. 포위당한 병력들은 보급을 받기 위해 바깥 쪽으로 나왔다. 방어군의 사기는 낮았고 시그프레드는 은 60 파운드를 요구했다. 그러다 그는 4월에 포위를 그만두고 떠났고 또다른 바이킹 지도자 롤로는 그의 병력들과 함께 뒤에 남았다. 5월에 역병이 파리 고위층들에서 퍼지기 시작했고, 고즐랭 주교가 사망했다. 이러자 오도는 샤를에게 지원을 요청하기 위하여 바이킹이 통제하던 지역을 뚫고 지나갔고, 샤를도 이 요청에 응했다. 오도는 파리로 돌아와 교전을 계속했고 샤를과 작센의 하인리히는 북쪽으로 진격했다. Joshua J. Mark에 따르면, "서기 886년 어느 시점에, 오도는 뚱보왕 샤를의 군대와 돌아왔다. 그는 그의 병력들과 같이 바이킹들을 뚫고 파리로 나아갔고, 바이킹들은 이를 빠르게 쫓았다. 오도는 임시 방어선을 구축했고 데인족들은 다시 한번 그들의 배로 밀려나갔다."라고 한다. 하지만 하인리히는 바이킹들의 구덩이에 빠져 넘어졌고, 그 자리에서 붙잡혀 살해당하고 말았다.
그해 여름에, 바이킹들은 파리를 점령하기 위한 최후의 시도를 벌였으나, 밀려나가고 만다. 10월에 황제의 군대가 도착하였고 바이킹들을 쫓아버렸다. 샤를은 롤로와 그의 병력들을 애워싸고 몽마르트르에 주둔지를 세웠다. 하지만, 샤를은 교전에 대한 의도는 없었다. 그는 바이킹들이 당시에 반란 중이던 부르고뉴로 약탈을 하려 센강을 거슬러 오르도록 했다. 바이킹들이 다음 봄에 프랑스에서 물러날 때, 그는 이들에게 약속했던 대락 257 kg에 이르는, 은 700 리브르를 주었다.

## 여파
파리인들과 오도는 바이킹들이 센강을 내려가게 냅두는 걸 거부했고, 바이킹들은 이 지역을 떠나기 위해 배들을 마른강을 향해 땅위로  끌고 가야만 했다. 샤를이 888년에 사망하자, 프랑스인들은 오도를 자신들의 왕으로 선출했다. 오도의 형제, 프랑스의 로베르 1세도 이후에 카롤링거 왕가 출신의 단순왕 샤를에게 맞서 왕으로 선출되었다. 댜음 수 세기 동안에, 로베르 1세의 후손들인 로베르 가문은 서프랑크의 주요 인물들로 남았고 결국엔 987년에 로베르 1세의 손자 위그 카페아 왕으로 선출되며, 왕위를 영구적으로 차지하였다.

## 추가 서적 자료
- 아보 케르누스 (N. Dass ed.) (2007). 《Viking Attacks on Paris: The Bella Parisiacae Urbis of Abbo of Saint-Germain-des-Prés》. Peeters Publishers. ISBN 978-9-0429-1916-7.
- Bradbury, Jim (1992). 《The Medieval siege》. Boydell & Brewer. ISBN 978-0851153124.
- Bradbury, Jim (2004). 《"The" Routledge Companion to Medieval Warfare》. Routledge. ISBN 978-0-4152-2126-9.
- Brooks, Nicholas (2000). 《Communities and Warfare: 700-1400》. Hambledon Press. ISBN 978-1-8528-5155-2.
- Davis, Paul K. (2001). 《Besieged: 100 Great Sieges from Jericho to Sarajevo》. New York: 옥스퍼드 대학교. ISBN 0-19-521930-9.
- Hodgkin, Robert Howard (1959). 《A History of the Anglo-Saxons》 2. 옥스퍼드 대학교.
- Hooper, Nicholas A.; Bennet, Matthew (1996). 《The Cambridge Illustrated Atlas of Warfare: The Middle Ages, 768-1487》. Cambridge University. ISBN 978-0521440493.
- Kohn, George C (2006). 《Dictionary of Wars》. Infobase. ISBN 978-0-8160-4157-2.
- Logan, F. Donald (1991). 《The Vikings in history》. Routledge. ISBN 978-0-4150-8396-6.
- MacLean, Simon (2003). 《Kingship and Politics in the Late Ninth Century: Charles the Fat and the end of the Carolingian Empire》. Cambridge University. ISBN 0-521-81945-8.
- Norris, John (2007). 《Medieval siege warfare》. Tempus. ISBN 978-0-7524-3592-3.
- Previté-Orton, C. W. (1955). 《The Shorter Cambridge Medieval History》. CUP Archive.
- Tucker, Spencer C. (2009). 《A Global Chronology of Conflict: From the Ancient World to the Modern Middle East》. ABC-CLIO. ISBN 9781851096725.
- Zupko, Ronald Edward (1990), 《Revolution in Measurement: Western European Weights and Measures Since the Age of Science》 186, American Philosophical Society, ISBN 978-0-8716-9186-6